# Stadtpark Bytom

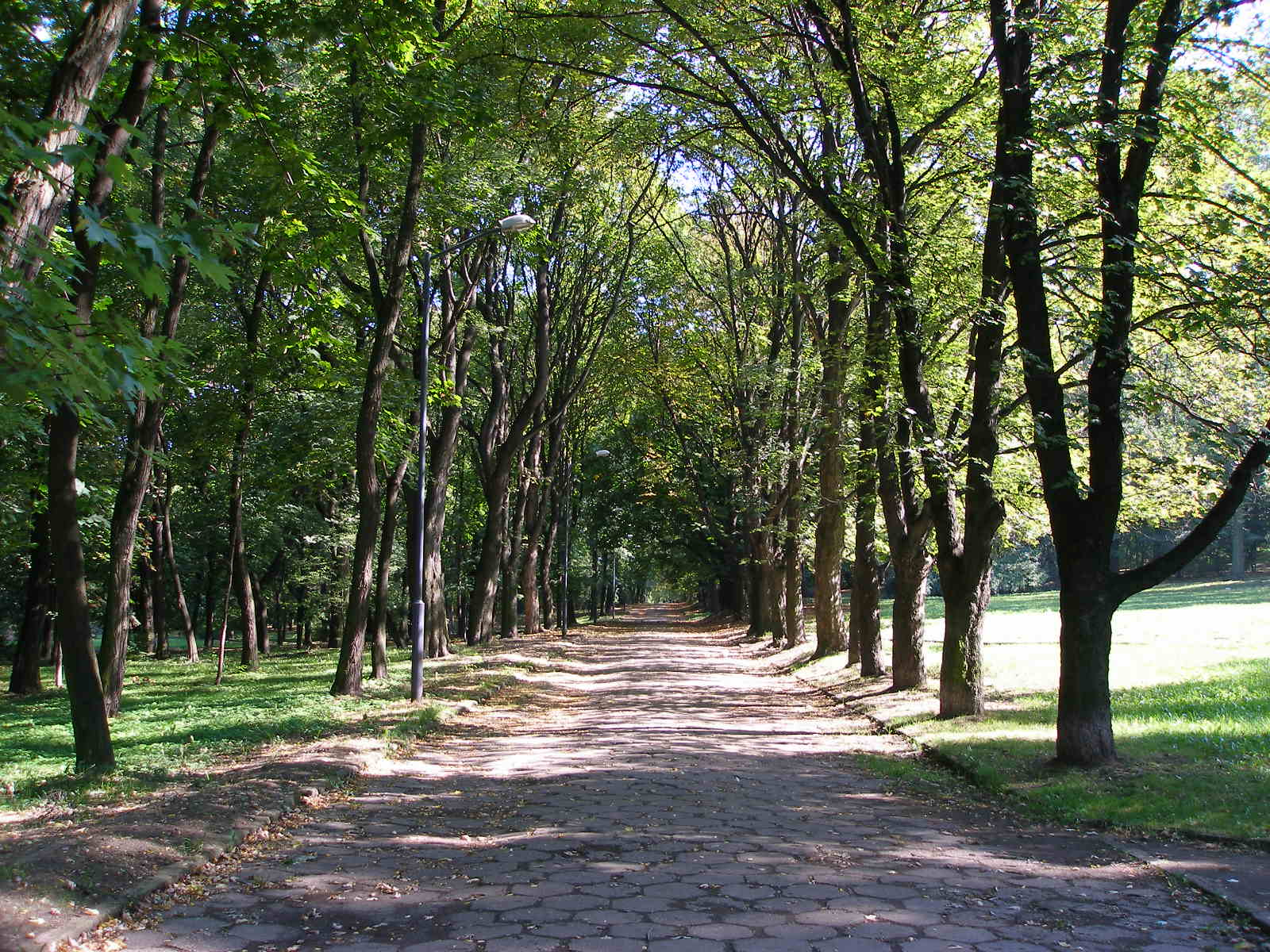
Beuthener Stadtpark

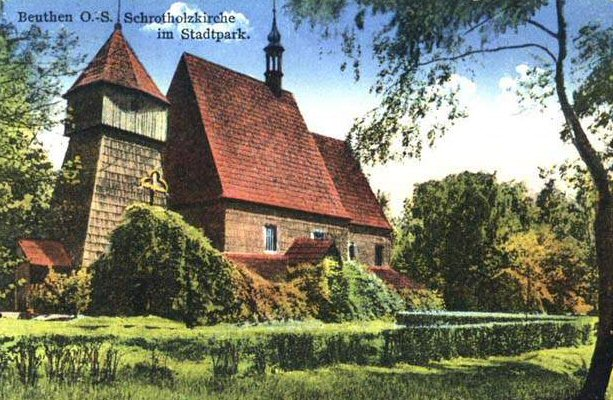
Schrotholzkirche im Stadtpark

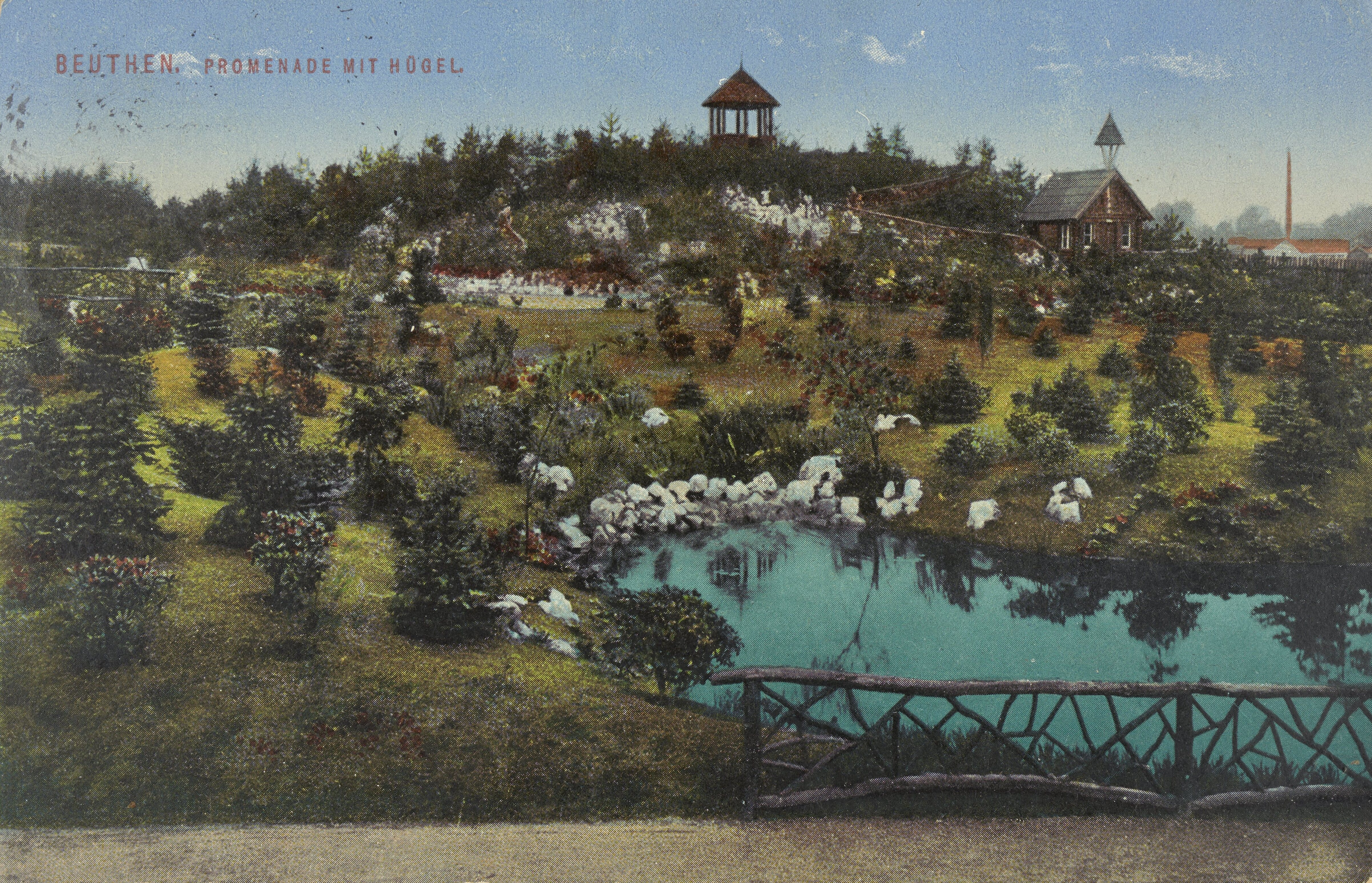
Alte Ansichtskarte um 1919

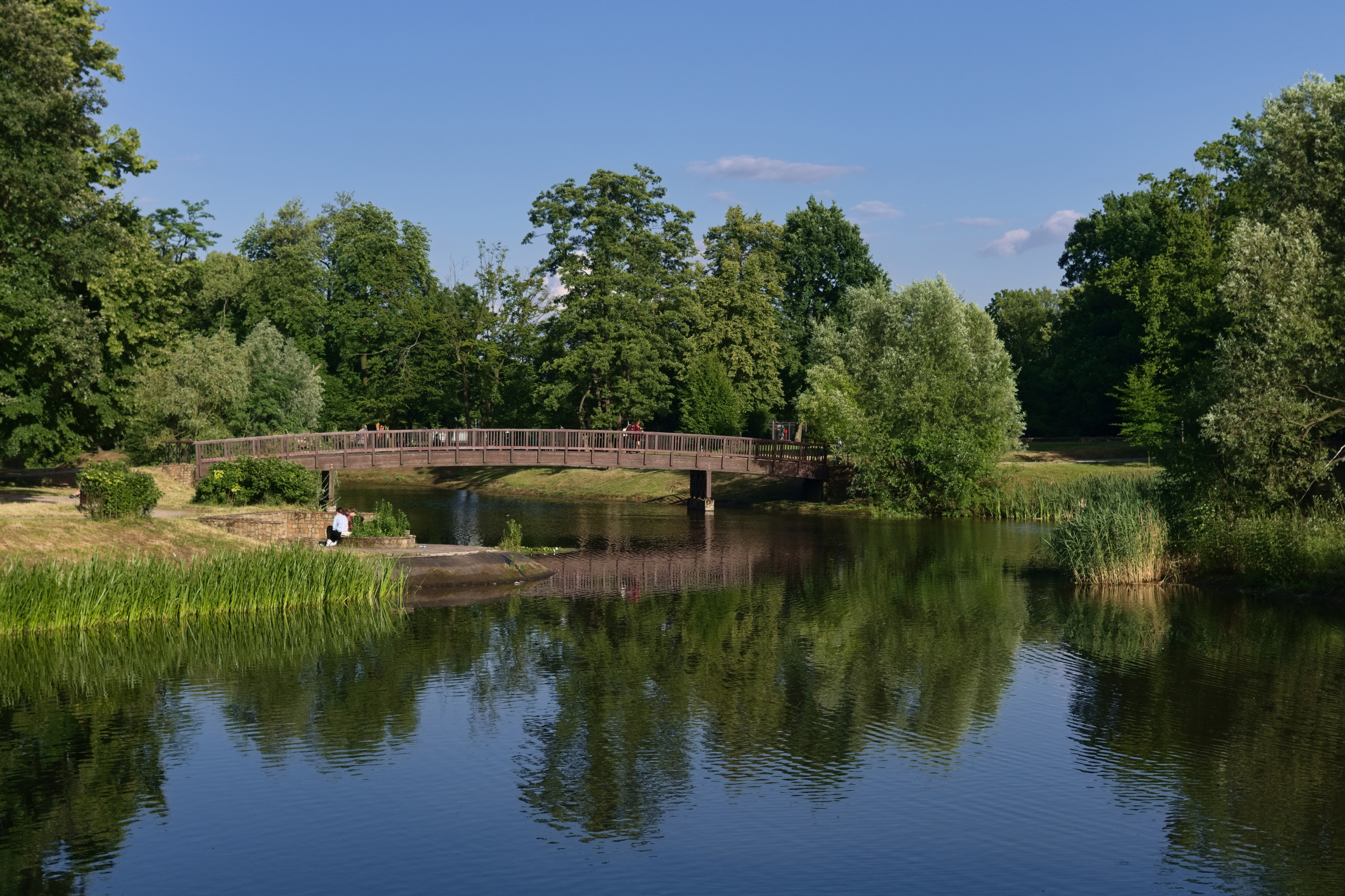
Parkansicht

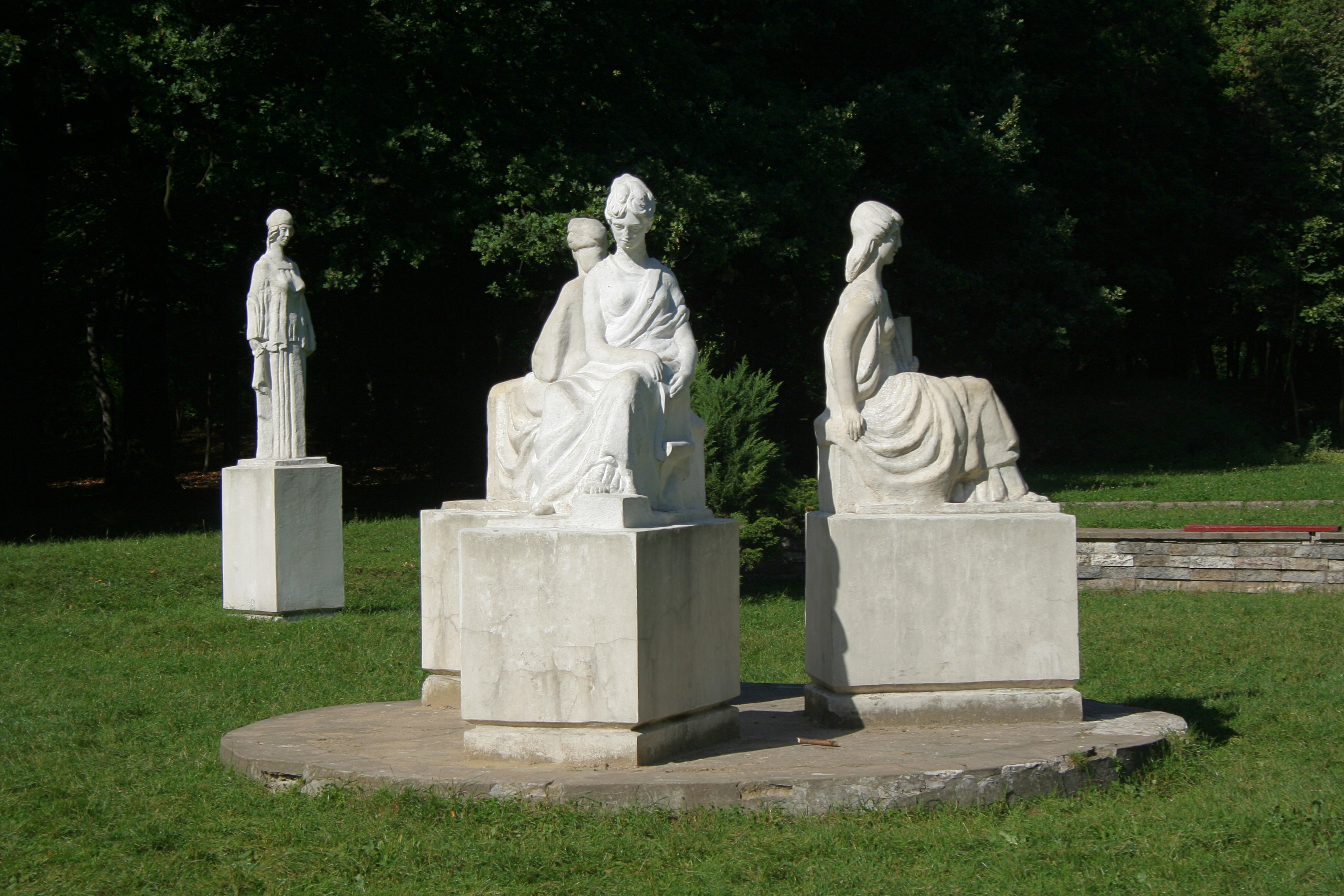
Musenskulpturen

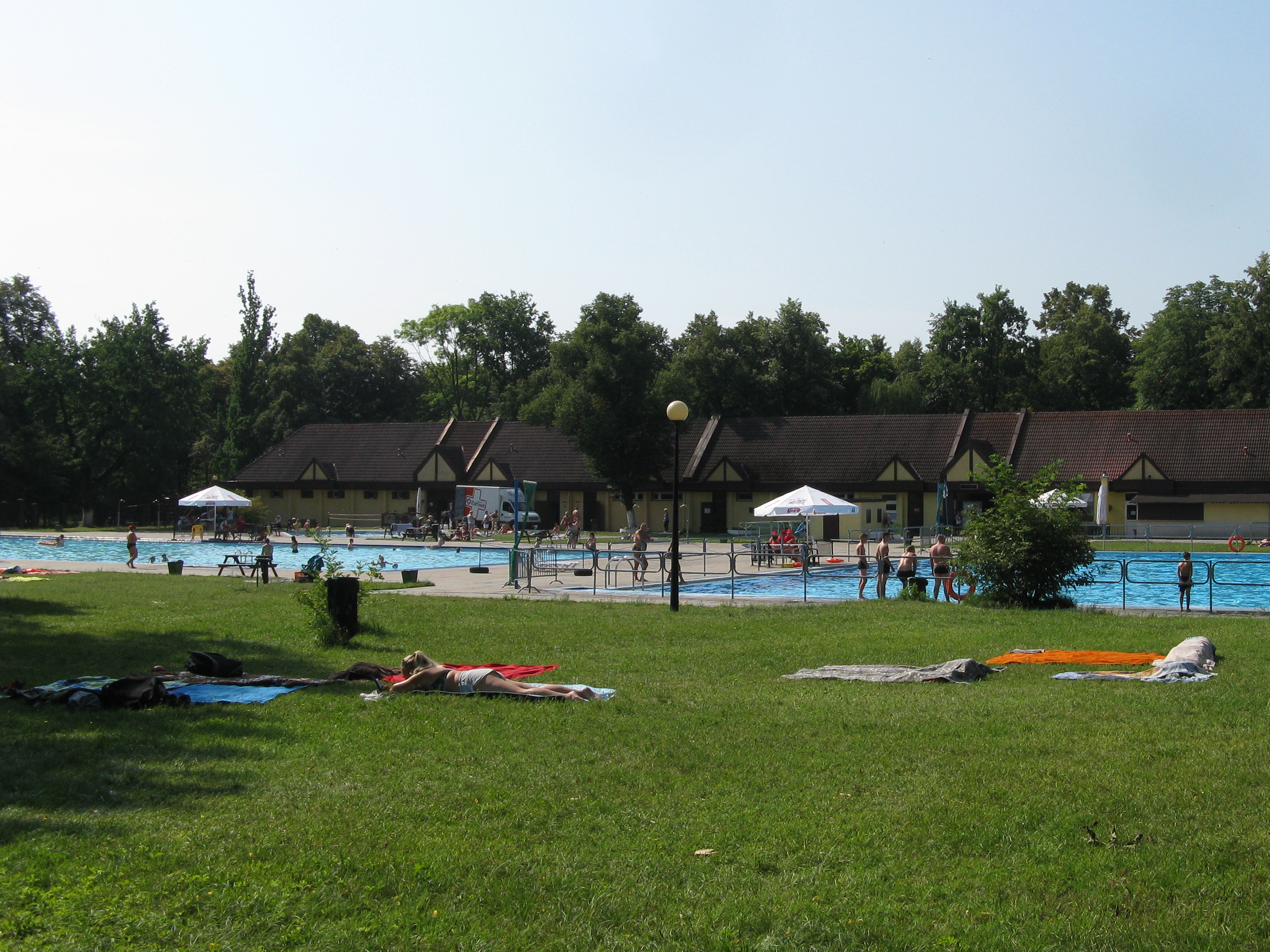
Freibad

Der Stadtpark Bytom  (Stadtpark Beuthen) ist ein 34 Hektar großer öffentlicher Park in Innenstadtnähe in der kreisfreien Großstadt Bytom (Beuthen O.S.) in der Woiwodschaft Schlesien im südlichen Teil Polens. Er hieß zunächst Promenade. Der 1870 eröffnete Park erstreckt sich an der Chaussee nach Miechowitz über eine Länge von 1200 Metern und gilt als bedeutendes Beispiel für die Wandlung des oberschlesischen Garten- und Landschaftsbaues vom Volksgarten zum Volkspark. Die Anlage ist von Wasseradern durchzogen und mit Teichen (Gondelteich und Schwanenteich) verziert. Zudem befindet sich dort ein Freibad.
In seiner Anfangszeit beherbergte der Stadtpark auch einen Zoo bzw. Tierpark mit diversen Tiergehegen, wie einem Bärenzwinger, Vogelvoliere u. a. mit Kondoren und Steinadlern, ein Rehgehege und ein Affenhaus. Er war somit einer der ersten und ältesten Zoos in Oberschlesien. Die Anlagen des ehem. Zoos haben sich teilweise bis heute erhalten.

## Geschichte
In den 1920er Jahren begannen unter Gartenbaudirektor Zeblin die Planungen zur Erweiterung des Stadtparks nach Norden inklusive Sportpark. Die Erweiterung wurde zu großen Teilen umgesetzt, aber nicht vollständig umgesetzt. Der Park sollte in seiner Fläche mehr als verdoppelt werden. Teile der geplanten Flächen sind heute mit Wohnhäusern bebaut oder mit Kleingärten belegt. Zu der realisierten Erweiterung zählten u. a. der Bau eines neuen Stadions (Die spätere Hindenburg-Kampfbahn) mit angrenzendem Friesen-Sportplatz und Postsportplatz, eines Schießwerders für die Bürgerschützengilde, einer Sporthalle und eines Terrassencafés, ein neuer Schulsportplatz und neue Tennisplätze. Der Komplex aus Café, Konditorei und Sporthalle wurde nach den Plänen des Architekten Fritz Meyer aus Beuthen durch die Firma Jusczyk & Co. errichtet und im Juli 1925 wurde das Café eröffnet. Nachdem sich die Sporthalle nicht halten konnte, wurde diese dann auch durch Architekt Meyer für eine Erweiterung des Cafés umgestaltet. Im nicht realisierten Teil des Parks sollte eine Ausstellungshalle errichtet werden.

## Bau- und Kunstwerke

### Skulpturen
Im Stadtpark befinden sich heute mehrere moderne teils abstrakte Skulpturen aus Beton, wie ein lächelndes Männchen, eine Säule, ein Stamm mit zwei Bären, eine Pelikangruppe und eine Musengruppe, sowie ein Pegasus aus Metall.
Zudem befanden sich einige Denkmäler im Park, die mittlerweile zerstört wurden. Beispielsweise das Ehrenmal des 3. Schlesischen Infanterie-Regiments Nr. 156, das aus einem Rechteck aus Ziegelsteinen mit einem Relief bestand, ein Bismarckstein zum Gedenken des deutschen Reichskanzlers Otto von Bismarck (1815–1898).

### Schrotholzkirche St. Laurentius
Die Schrotholzkirche wurde 1530 in Mikultschütz erbaut. Sie war dem heiligen Laurentius geweiht. Als die Kirche für die Gemeinde Mikultschütz zu klein geworden war, wurde 1892 eine massive Kirche erbaut. Die alte Schrotholzkirche wurde an die Stadt Beuthen verkauft. 1901 wurde sie im Beuthener Stadtpark aufgestellt, wo sich einst der Cholerafriedhof befand, und beherbergte eine Ausstellung mit alten Bildern und Figuren aller Kirchen der Stadt. Im Beuthener Stadtpark wurde die Kirche 1933 nach den Plänen des Architekten Bauersachs zum Gefallenen-Ehrenmal für den Ersten Weltkrieg umgestaltet. Dafür wurde im Inneren ein Sarkophag aus Steinkohle aufgestellt und Tafeln mit den Namen der Gefallenen angebracht.
Am 14. November 1982 brannte die Kirche. 1986 wurde sie durch Brandstiftung völlig vernichtet.